# Noctilien
Noctilien est la dénomination du service de bus de nuit d’Île-de-France géré par Île-de-France Mobilités (ex-STIF) et exploité par la RATP ainsi que par les groupes Keolis, Transdev et RATP Cap dans le cadre de l'ouverture à la concurrence des transports en commun en Île-de-France.

## Histoire

### Naissance du Noctilien
Le réseau de bus Noctilien est mis en service dans la nuit du 20 au 21 septembre 2005 à la suite de la fusion des offres nocturnes de la RATP (Noctambus) et de la SNCF (Bus de Nuit), permettant la création d'un nombre de lignes accru, sur des parcours répondant mieux aux attentes de transport urbain la nuit, afin d’assurer la continuité du service public entre 0 h 30 et 5 h 30 du matin, lorsque le réseau ferré et le réseau des bus diurnes ne fonctionnent plus.
À la place d'un réseau historiquement en étoile centré sur la place du Châtelet, où convergeaient auparavant toutes les lignes, Noctilien propose désormais un réseau reposant sur les cinq pôles : quatre grandes gares parisiennes (Gare de l'Est, Gare de Lyon, Gare Montparnasse et Gare Saint-Lazare) et la Place du Châtelet, située près de la gare de Châtelet - Les Halles.
Ce nouveau réseau est composé d'une ligne circulaire à double sens qui relie les six grandes gares parisiennes, des lignes diamétrales de banlieue à banlieue via Châtelet ainsi que de lignes au départ de chacun des cinq pôles vers la grande banlieue.
Vingt-sept lignes sont alors exploitées par la RATP, proposant un service par autobus avec des arrêts rapprochés, et huit lignes le sont par la SNCF en sous-traitance avec Effia Transport et certains transporteurs de l'Optile, assurant un service express par autocar :
Noctilien permet aux voyageurs occasionnels d'utiliser des tickets t, à condition d’en valider autant que le trajet le nécessite, alors que Noctambus nécessitait un billet spécial. Noctilien est toujours accessible, comme Noctambus, avec tous les abonnements habituels (Mobilis, Carte Orange, Intégrale, Imagine R, Ticket Jeunes…).

### La première phase de renforcement

Premier logo utilisé.

Le nouveau réseau rencontra le succès : en effet, selon le STIF et la RATP, la fréquentation a augmenté de 43 %, pour atteindre environ 560 000 voyageurs au mois de mai 2006 (65 % de plus qu’en mai 2005, avec Noctambus). Pendant les six premiers mois, les trente-cinq lignes du nouveau réseau Noctilien ont assuré quelque 2,6 millions de voyages.
Encouragé par ce succès, le STIF décida, lors de son conseil d’administration du 5 avril 2006, de renforcer le déploiement du réseau à travers le prolongement d'une ligne (N130) et la création de sept nouvelles lignes dont trois exploitées par la SNCF et quatre par la RATP. Déjà à l’étude en septembre 2005, le prolongement d’une heure du service du métro et de ses correspondances bus les samedis et veilles de fêtes accéléra la décision de mettre en service cette deuxième phase. Cette première phase de renforcement fut mis en place dans la nuit du 9 au 10 décembre 2006.
Ainsi, la ligne N130, qui reliait Paris-Gare-de-Lyon à la gare de Torcy, fut prolongée jusqu’à la gare de Marne-la-Vallée - Chessy, desservant désormais au passage la ville de Collégien ainsi que les gares de Bussy-Saint-Georges et du Val d’Europe.

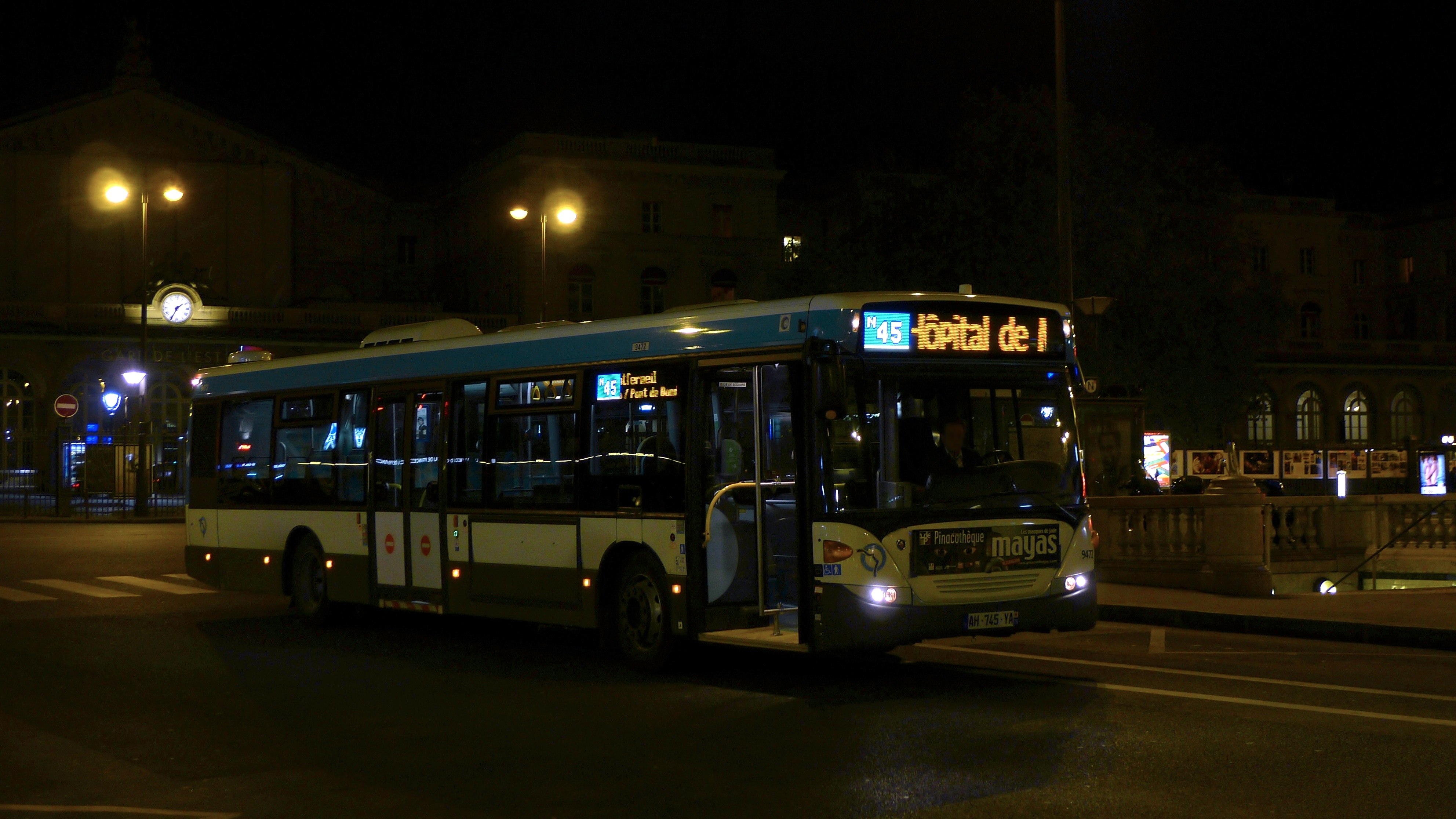
Scania OmniCity du Noctilien N45 en attente à la gare de l'Est.

De plus, la RATP exploite alors de nouvelles lignes dont les lignes offrant des services express par autocar, N122 et N153, sous-traitées, pour des raisons de maintenance. 
- La ligne N45 est mise en service entre la gare de l'Est et Montfermeil via Clichy-sous-Bois, permettant la desserte des gares de proche banlieue sur le RER E ainsi que l’itinéraire de la ligne 601 jusqu’à Montfermeil, un secteur oublié, jusque-là, la nuit. Il s'agit d'une ligne d'autobus à arrêts rapprochés.
- La ligne N71 qui remplace désormais durant la nuit, la ligne TVM entre la gare de Saint-Maur - Créteil et Bourg-la-Reine RER. Il s'agit alors de la première ligne Noctilien entièrement située en banlieue, symbole de la volonté du développement des lignes de banlieue à banlieue sans passer par Paris.
- La ligne N122, qui relie la place du Châtelet à Saint-Rémy-lès-Chevreuse, permettant le remplacement de la branche Saint-Rémy-lès-Chevreuse du RER B (Massy, Palaiseau, Villebon, Lozère, Orsay, Bures-sur-Yvette, Gif-sur-Yvette, Saint-Rémy-lès-Chevreuse), la ligne N63 étant dédiée jusqu'à Massy-Palaiseau à la portion « urbaine ».
- La ligne N153, qui relie la gare Saint-Lazare à Saint-Germain-en-Laye, permettant le remplacement de la branche Saint-Germain-en-Laye du RER A (Nanterre, Rueil-Malmaison, Chatou, Le Vésinet, Le Pecq, Saint-Germain-en-Laye)[3].

Enfin, trois nouvelles lignes SNCF offrant un service express par autocar sont mises en service avec leur sous-traitance par les transporteurs routiers d’Optile, sous la maîtrise d’ouvrage d’Effia Transport (groupe SNCF Participations).
- La ligne N141, qui relie la gare de l'Est à Meaux, permettant le remplacement de la ligne Transilien P Paris-Meaux (Chelles, Vaires-sur-Marne, Lagny-sur-Marne, Serris, Chessy et Meaux).
- La ligne N142, qui relie la gare de l'Est à Tournan, permettant le remplacement de la branche Tournan du RER E (Rosny-sous-Bois, Val de Fontenay, Nogent - Le Perreux, Émerainville - Pontault-Combault, Roissy-en-Brie, Ozoir-la-Ferrière, Gretz-Armainvilliers, Tournan.
- La ligne N152, qui relie la gare Saint-Lazare à Cergy via Bezons, Sartrouville, Maisons-Laffitte, Achères, Conflans-Sainte-Honorine, Éragny et Neuville-sur-Oise (gare de Neuville - Université), remplaçant la branche Cergy du RER A[3].

Grâce à ces nouvelles lignes, ce sont désormais treize lignes supplémentaires qui circulent alors entre Paris et la grande banlieue. Cette phase est complétée depuis le 9 décembre 2007 par la desserte de la gare d'Ermont - Eaubonne.

### La seconde phase
Afin de consolider le réseau existant, le STIF mit en place dans la nuit du dimanche 28 au lundi 29 juin 2009, la troisième phase de déploiement du réseau Noctilien depuis son lancement. Elle se traduisit, entre autres, par des renforcements de charge, par la suppression de doublons pour desservir de nouveaux quartiers à nombre de lignes constant et par la simplification de certaines lignes SNCF en créant une ligne par branche.

#### Lignes de bus Noctilien de N01 à N99
La ligne N12 est prolongée de Marcel Sembat à Pont de Sèvres, desservant au passage la station Billancourt, en commun avec la ligne N61, permettant le renforcement de cette section.
La ligne N14 est modifiée entre les gares de Port-Royal et Denfert-Rochereau (évitant l'avenue Denfert-Rochereau et abandonnant ainsi les arrêts Hôpital Saint-Vincent-de-Paul et Denfert-Rochereau - Arago, toujours desservies par les lignes N21 et N122 et déviée sur une partie des boulevards du Montparnasse et Raspail, pour un allongement négligeable du temps de parcours. Elle reprend alors exactement l'itinéraire de l’ancien Noctambus J entre Châtelet et Porte d’Orléans.

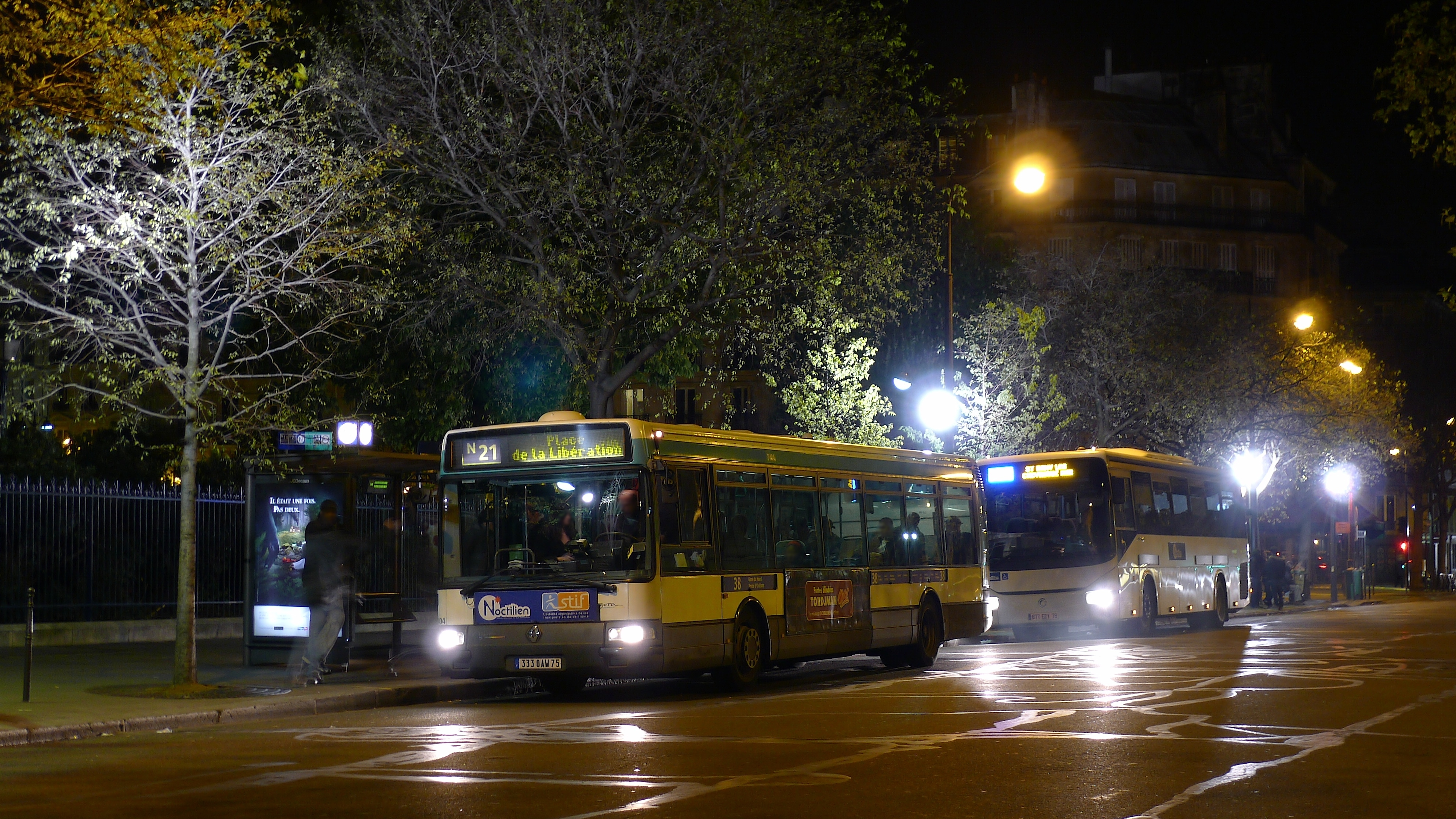
Renault Agora S du Noctilien N21 et Irisbus Crossway du Noctilien N122 à leur terminus de Châtelet.

La ligne N21 est rallongée sur la commune de Massy, en abandonnant les avenues de Saint-Marc et du Maréchal Koenig, empruntées sans être desservies. Ainsi, entre les arrêts Avenue de Saint-Marc et La Bonde, reliés auparavant sans arrêt intermédiaire, la ligne est déviée par l’itinéraire des lignes 119 et 319 puis par celui de la ligne 399, desservant sept nouveaux arrêts, rallongeant le parcours d'une dizaine de minutes.
La ligne N23, pour faire face à l'affluence le week-end, bénéficie d’un service conducteur supplémentaire les nuits du vendredi au samedi et du samedi au dimanche, permettant la création d'un aller-retour supplémentaire, limitant à 45–60 minutes le temps d'attente entre deux passages, au lieu de 65 minutes auparavant. Les fréquences de la semaine sont maintenues (65 minutes).
La ligne N24, aussi sujette à des problèmes de surcharge chronique le week-end, notamment entre les Champs-Élysées et Châtelet malgré le prolongement de la ligne durant une heure supplémentaire, bénéficie d’un service conducteur supplémentaire les nuits du vendredi au samedi, et du samedi au dimanche, permettant l'ajout d'un aller-retour. Ils permettent d’abaisser l’intervalle entre deux passages à une demi-heure, au lieu d’une heure, entre 3 h et 4 h. De plus, des services partiels furent ajoutés autour des Champs-Élysées. Toutefois, en semaine, les horaires sont inchangés, avec un départ toutes les heures.
La ligne N31 voit ses fréquences diminuer le week-end[pourquoi ?], synonyme d'une augmentation du temps d'attente (un départ désormais assuré toutes les heures chaque nuit contre un départ toutes les quarante minutes jusqu'alors le week-end).
La ligne N33 dessert désormais douze arrêts supplémentaires permettant la desserte des nouveaux quartiers autour de la mairie du 12e, de la Porte Dorée et de la mairie de Saint-Mandé.
La ligne N35, comme la ligne N32, perd un service conducteur le week-end avec les mêmes conséquences. De plus, entre la gare de Bercy et le Pont de Charenton, l’itinéraire est modifié, ne desservant plus la rue Baron-le-Roy ni les quais de Seine à Charenton, mais la porte de Charenton ainsi que le centre-ville de Charenton.
La ligne N45 est déviée sur la commune de Clichy-sous-Bois, abandonnant l’allée Maurice-Audin et ses arrêts Vallée des Anges, Les Genettes et Frédéric Ladrette, au profit du boulevard Gagarine ainsi que de l'allée de Gagny, pour desservir en remplacement de la ligne 146, les arrêts Collège Louise Michel, Avenue Ladrette et Gagarine. Elle voit par la même occasion son temps de parcours réduit malgré la déviation qui allonge légèrement le trajet, permettant ainsi l'augmentation de l’offre de transport à moyens constants (tout au long de la nuit, un intervalle, de 33 à 55 minutes (en moyenne 40 à 45 minutes), est désormais assuré entre deux bus, contre 50 minutes auparavant).

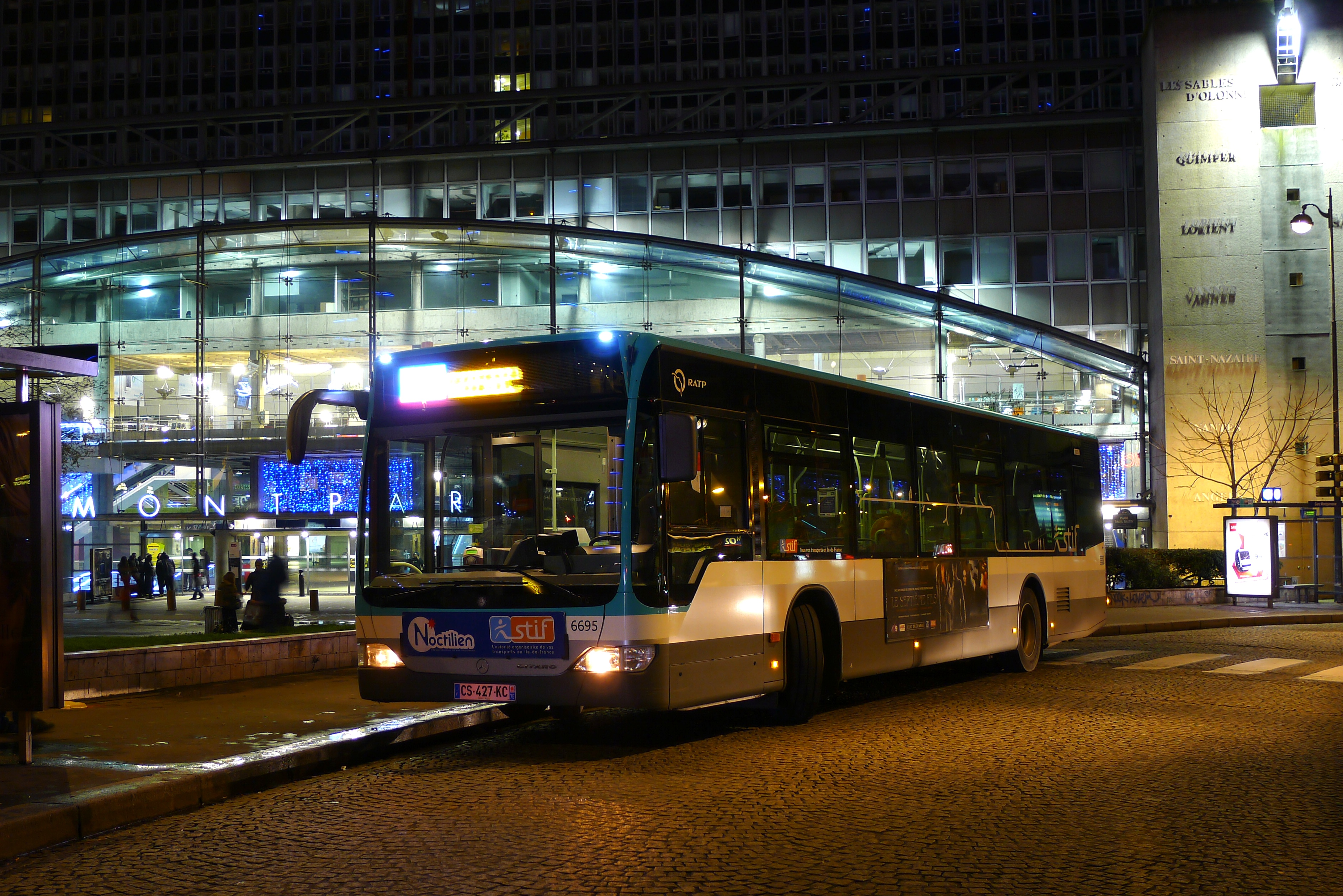
Mercedes-Benz Citaro C1 Facelift du premier Noctilien N66 au départ de la gare Montparnasse.

La ligne N53, est aussi modifiée, cette fois-ci, sur la commune de Nanterre puisqu'elle effectue désormais un crochet par la gare de Nanterre - Préfecture, au lieu de suivre l’itinéraire du 304, direct entre les arrêts Préfecture des Hauts-de-Seine et Soufflot.
La ligne N63 dessert désormais sur l’avenue Pierre-Brossolette, en limite des communes de Montrouge et Malakoff, tous les arrêts du parcours, Pierre Brossolette - Gabriel Péri et Étienne Dolet n'étant plus ignorés. Il en est de même, au-delà de Châtillon – Montrouge, sur l’avenue de la République à Châtillon où les arrêts Perrotin (direction Massy) ou République - Liberté (direction Paris) sont désormais desservis.
Dans la nuit du 13 au 14 décembre 2014, la ligne N66 est créée afin de desservir la ville de Vélizy la nuit à la suite des modifications de parcours de la ligne N61. En effet, celle-ci voit son parcours diminué avec le report de son terminus de Vélizy-Villacoublay hôtel de ville à Clamart.

#### Lignes de bus Noctilien de N100 à N199
L'accent est mis sur l'amélioration de la lisibilité de l'offre.
Les lignes N120 (Aéroport CDG – Corbeil) et N121 (Aéroport CDG – La Verrière), directement héritées de l’ancien réseau Bus de Nuit SNCF, ont été scindées en trois (N143, N144 et N145) pour raccourcir les trajets, du fait de la longueur très importante des lignes. Le nouveau terminus parisien n’a pas été fixé à Châtelet, où passent encore beaucoup de lignes malgré la réorganisation du réseau, mais à gare de l’Est, l’un des quatre pôles de correspondance décentralisés apparus en 2005. Ainsi la ligne N143 récupère les dessertes du tronc commun aux deux lignes N120 et N121 entre Gare de l’Est et Aéroport Charles-de-Gaulle Roissypôle RER ; la ligne N144 récupère la desserte du reste de la ligne N120 entre Gare de l’Est et Corbeil-Essonnes RER ; la ligne N145 récupère la desserte du reste de la ligne N121 entre Gare de l’Est et la gare de La Verrière. De plus, des arrêts sont supprimés dans Paris dont les arrêts Gare d’Austerlitz et Porte d’Italie bien que les temps de parcours soient revus à la hausse.
La ligne N131, ligne très complexe comme la ligne RER C qu'elle remplace, a été restructurée, se traduisant par la scission de cette ligne en deux lignes distinctes : N131 (Gare de Lyon – Brétigny RER) et N133 (Gare de Lyon – Juvisy RER). De plus, la ligne ne va plus au-delà de Brétigny, probablement pour des raisons de fréquentation (les tronçons Brétigny - Étampes et Brétigny - Dourdan sont abandonnés), sans aucun moyen de remplacement. La branche entre Juvisy et le marché d'intérêt national de Rungis est elle aussi supprimée, mais les voyageurs peuvent toujours se reporter sur la ligne N31.

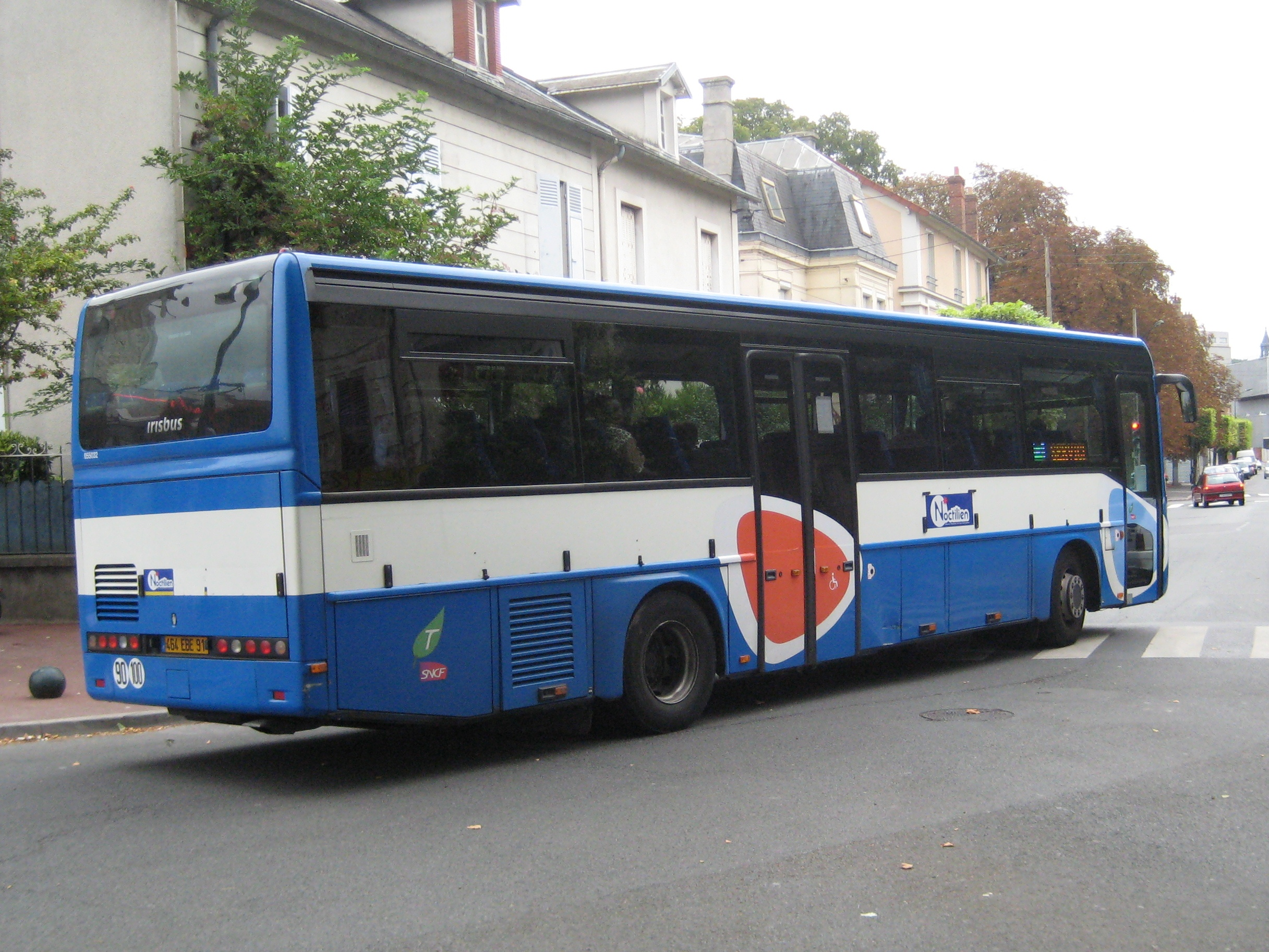
Un Irisbus Ares Noctilien de la SNCF à Corbeil-Essonnes.

En quelques années, on est donc passé des trains circulant presque toute la nuit pour Étampes au Noctilien peu attractif, puis à l’absence totale d’offre. Sur le parcours, sont ajoutés les arrêts Orly - Sud, Orly - Ouest, Athis-Mons - Aristide Briand, Pyramide de Juvisy et Mairie de Juvisy occasionnant une légère perte de temps, compensée par la suppression du stationnement (de 1 à 24 minutes selon les courses) en gare de Juvisy. De plus, les départs sont désormais strictement cadencés, là encore, toutes les heures de 1 h 35 à 4 h 35 au départ de Paris, et de 0 h à 3 h au départ de Brétigny, permettant la création d'une course supplémentaire, avec un cadencement des horaires mais également la fin des renforts directs entre Juvisy et Brétigny (courses Juvisy – Étampes/Dourdan/Arpajon, en correspondance à Juvisy avec les autres Noctilien).
La ligne N132, aussi très complexe, regroupait une mission Paris – Melun omnibus jusqu’à Villeneuve-Saint-Georges, puis directe jusqu’à Lieusaint - Moissy, et enfin omnibus jusqu’à Melun, une mission Paris – Combs-la-Ville directe jusqu’à Villeneuve-Saint-Georges, puis omnibus jusqu’à Combs-la-Ville, une mission hybride Paris – Melun, identique à la mission Combs mais prolongée à Melun (direct), uniquement en direction de Melun et une navette Villeneuve-Saint-Georges – Corbeil-Essonnes. Elle est désormais scindée en trois lignes distinctes : N132, entre Paris et Melun, N134 entre Paris et Combs et N135, entre Villeneuve et Corbeil. L’ancienne mission omnibus Paris – Melun reste assurée par la ligne N132, débarrassée de ses autres branches. La mission semi-directe Paris – Melun n’existe plus ; elle est remplacée par des missions Paris – Combs transférées à la ligne N134.
La ligne N133, nouvellement créée à partir de la ligne N131, reprend la desserte omnibus de Paris à Juvisy, permettant à cette dernière de se concentrer sur la desserte de Brétigny, avec un trajet rapide entre Paris et Juvisy (39 à 42 minutes, contre 1 h 5 par la ligne N133) puis une desserte de toutes les gares jusqu’à Brétigny.
La ligne N134, issue de la ligne N132, récupère toutes les relations Paris – Combs (anciennes courses Paris – Combs et tronçon Paris – Combs des anciennes missions Paris – Melun via Combs). Elle dessert désormais les gares de Maisons-Alfort - Alfortville, Le Vert de Maisons, Villeneuve - Prairie et Villeneuve - Triage, en commun avec la ligne N132.
La ligne N135 conserve les mêmes temps de parcours que la navette de Villeneuve-Saint-Georges à Corbeil-Essonnes de la ligne N132 qu'elle remplace. De plus, l'indice de ligne est incohérent car intégré à la tranche (1)30 alors qu’elle désigne une ligne terminus Gare de Lyon alors qu'elle aurait dû intégrer la tranche (1)70 car la ligne N71 ne dessert pas Paris.
La ligne N143 est issue de la scission de la ligne N120, directement héritée de l’ancien réseau Bus de Nuit SNCF, devenue ingérable du fait de sa longueur.

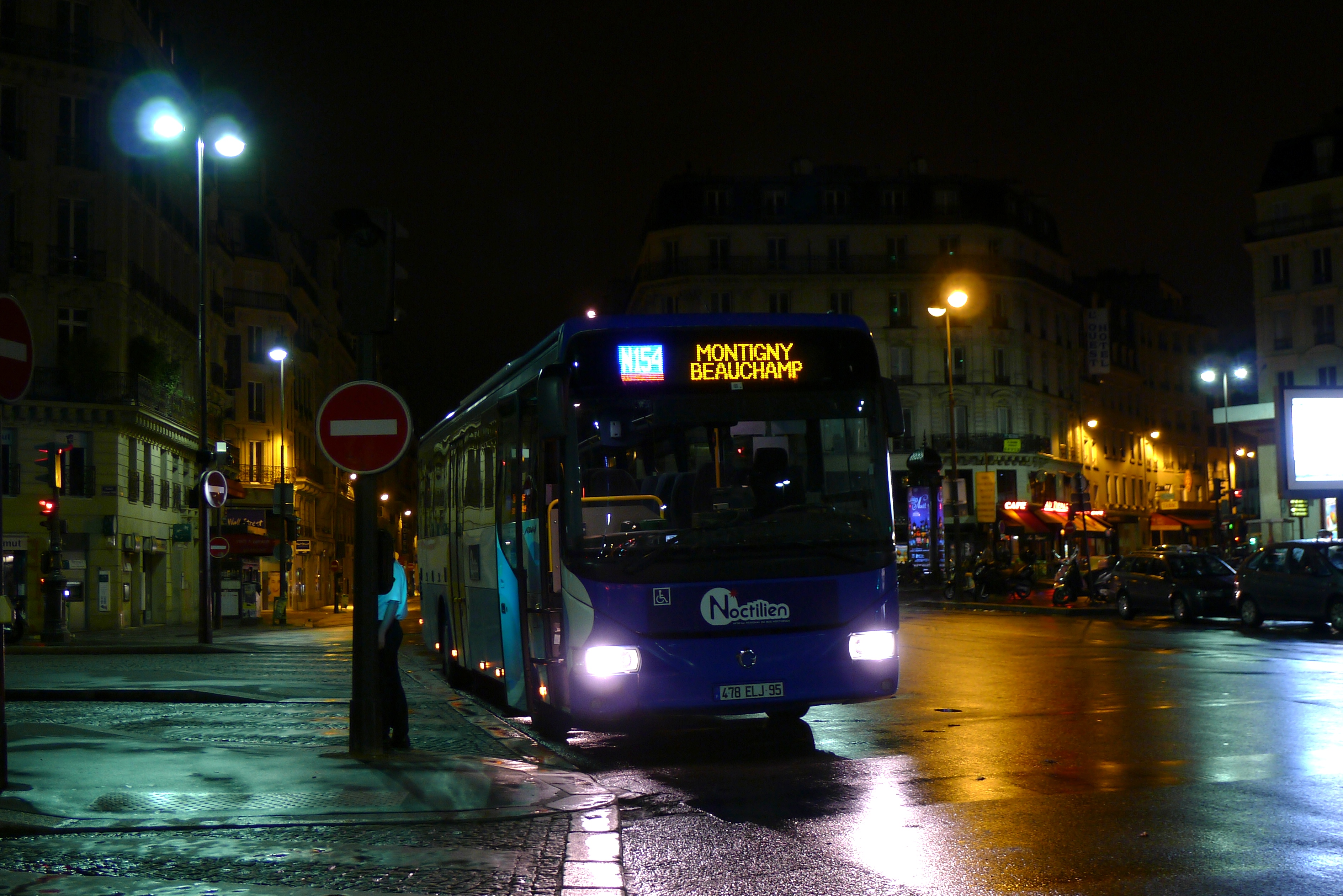
Irisbus Arway sur le Noctilien N154 à la gare Saint-Lazare.

La ligne N150, dernière ligne complexe, était composé de deux missions différentes : une mission omnibus Paris – Montigny, et une mission Paris, direct Montigny, omnibus Cergy. Ces deux missions sont officiellement séparées, la première devenant la nouvelle ligne N154.
La ligne N154 est créée à partir de la mission omnibus Paris – Montigny issue de la ligne N150.
Puis, depuis le 13 décembre 2009, la ligne N141 a perdu un aller-retour à la suite du remplacement par des trains de cette rotation et est passée au cadencement strict.
À compter du 14 décembre 2015, la ligne N140 voit son itinéraire dans Paris modifié pour desservir la gare Rosa-Parks et la porte de la Villette.

### La troisième phase et l'ouverture à la concurrence
Lors de son conseil du 22 mars 2017, le Syndicat des transports d'Île-de-France (STIF) vote le renfort et la création de plusieurs du réseau Noctilien d'ici à l'horizon 2019-2020, :
- la ligne N11 sera prolongée de Château de Vincennes à la gare du Val de Fontenay afin de permettre une correspondance avec les lignes N34, N71 et N142 ;
- la ligne N14 sera prolongée de la gare de Bourg-la-Reine à la gare de La Croix de Berny (en service en 2018) ;
- la ligne N15 sera prolongée de Gabriel Péri à Asnières - Gennevilliers — Les Courtilles afin de permettre une future correspondance avec la ligne N73 ;
- la ligne N24 sera prolongée de Bezons — Grand Cerf à la gare de Sartrouville à court terme (en service en 2018). Cette extension depuis Bezons permet une substitution partielle nocturne à la ligne 272 (Argenteuil - Bezons - Sartrouville RER) à l'exception de la desserte de la cité des Indes ;
- la ligne N52 sera prolongée de Argenteuil — Collège Claude-Monet à la gare de Cormeilles-en-Parisis à court terme (en service en 2018) ;
- la ligne N62 sera prolongée à la gare de La Croix de Berny à court terme puis ultérieurement jusqu'au Marché international de Rungis. Elle formera une nouvelle rocade avec la ligne N71 et offrira une substitution nocturne au T10. La desserte de la gare de Robinson a été supprimée avec cette restructuration (en service depuis 2018) ;
- la ligne N63 atteint École polytechnique Vauve, à Palaiseau, le 3 juillet 2021 ;
- la ligne N66 qui devait être prolongée de Vélizy — Robert Wagner jusqu'à la gare de Viroflay-Rive-Gauche afin de compléter la substitution au T6 sera finalement prolongée jusqu’à Chaville en septembre 2019 ;
- la ligne N71 sera prolongée de la gare de Saint-Maur - Créteil jusqu'à la gare du Val de Fontenay et sera limitée au Marché international de Rungis. Elle formera une nouvelle rocade avec la ligne N62 (en service depuis 2018) ;
- la ligne N73 sera créée entre Saint-Denis - Porte de Paris et la gare du Val de Fontenay. Elle offrira une substitution nocturne au T1 et à son extension jusqu'à la gare du Val de Fontenay ;
- la ligne N74 sera créée entre Pont de Neuilly et Saint-Denis - Porte de Paris. Elle offrira une substitution nocturne aux lignes T1 et T2 et à l'extension du T1 jusqu'à Colombes — Gabriel Péri ;
- la ligne N136 sera créée entre Châtelet et la gare de La Norville - Saint-Germain-lès-Arpajon via la RN20 (desserte de Longjumeau, Montlhéry, Linas, Arpajon, Ballainvilliers et la Ville-du-Bois) et l'A6. Elle offrira une substitution nocturne au RER C et aux lignes de bus M151, M153 et M154 (en service en 2024 sous l'indice N123) ;
- la ligne N137 sera créée entre la gare de Paris-Lyon et la gare de Fontainebleau - Avon directe de Paris à Melun. Elle offrira une substitution nocturne à la ligne R du Transilien (en service en 2023) ;
- la ligne N145 sera prolongée de la gare de La Verrière à la gare de Rambouillet, les week-ends et jours fériés. Elle offrira une substitution nocturne à la ligne N du Transilien (en service en 2019) ;
- la ligne N146 sera créée entre la gare de Paris-Est et la gare de gare de Survilliers - Fosses. Elle offrira une substitution nocturne au RER D (en service en 2023) ;
- la ligne N147 sera créée entre la gare de Paris-Est et la gare de Persan - Beaumont via Deuil-la-Barre et la gare d'Écouen - Ézanville. Elle offrira une substitution nocturne à la ligne H du Transilien (en service en 2024) ;
- la ligne N148 sera créée entre la gare de Paris-Est et la gare de Taverny via Gennevilliers, Enghien-les-Bains et la gare d'Ermont - Eaubonne. Elle offrira une substitution nocturne à la ligne H du Transilien (en service en 2024) ;
- la ligne N155 sera créée entre la gare de Paris-Saint-Lazare et la gare de Poissy via la porte d'Asnières, Cormeilles-en-Parisis, Herblay et Conflans. Elle offrira une substitution nocturne à la ligne J du Transilien (en service depuis le 2 janvier 2023) ;
- la ligne N160 sera créée entre la gare de Paris-Montparnasse et la gare de Plaisir - Grignon avec un tracé différent de la N145 de Paris à Chaville. Elle offrira une substitution nocturne à la ligne N du Transilien (en service en 2024).

La ligne N21 a été prolongée en 2018 depuis Chilly-Mazarin - Libération vers Longjumeau et son hôpital. Elle se substitue désormais en totalité à la ligne 297 (Porte d'Orléans - Longjumeau) à l'exception de certains arrêts sur la RN20, la desserte de Wissous et Morangis, et certains arrêts en bout de ligne à Longjumeau comme la Place Charles-Stéber.
La ligne N35 est restructurée, renforcée (2 bus par heure en semaine et 3 bus par heure le week-end au lieu d'un bus par heure) et prolongée jusqu’à la gare de Villiers-sur-Marne via Saint-Maur (itinéraire de la ligne 306) et le Fort de Champigny depuis le 2 septembre 2019. Depuis ces modifications, une correspondance est désormais nécessaire avec la ligne N71 à Saint-Maur-Créteil (qui reprend tous les arrêts abandonnés par la ligne N35 entre Créteil-Église et Nogent-Le Perreux dans son trajet vers Val de Fontenay) pour rejoindre Nogent-Le Perreux depuis Paris ou bien opter pour la ligne N142 depuis la Gare de l’Est.
Les temps d'attente entre deux bus seront également écourtés avec notamment le passage de 60 à 30 minutes dès la rentrée de janvier 2019 sur les lignes N122, N144 et N145, allant de pair avec leur rétrécissement de parcours dans Paris (effectif depuis le 26 janvier 2019) avec un départ respectivement à la gare de Lyon (pour la ligne N144) et la gare Montparnasse (pour la ligne N145).
Dans le cadre de l'ouverture à la concurrence des transports en commun en Île-de-France, les lignes Noctilien sont elles aussi concernées.
Ainsi depuis 2021, les lignes N150, N152 et N154 sont intégrées à la délégation de service public no 1 attribuée à Transdev Vexin et la ligne N151 est intégrée à la délégation de service public no 35 attribuée à RATP Cap Mantois.
Le 1er août 2022, la ligne N130 est intégrée à la délégation de service public no 12 attribuée à Transdev Brie et Deux Morin, les lignes N133, N134, N135 seront intégrées à la délégation de service public no 20 attribuée à Keolis Val d'Yerres Val de Seine, la ligne N141 intégrée à la délégation de service public no 11 attribuée à Transdev Marne-et-Ourcq et la ligne N153 est intégrée à la délégation de service public no 32 attribuée à Transdev Boucle des Lys. Ce même jour, la ligne N138, opérée par Transdev Brie et Deux Morin, est créée entre Gare de Lyon et Coulommiers passant par Torcy, Val d'Europe, Chessy, Villiers-sur-Morin, Crécy-La-Chapelle et Mouroux.
L'ouverture à la concurrence des lignes RATP ne débutant toutefois qu'au 1er janvier 2025, la ligne N153 n'est pas encore intégrée au contrat et Viabus en assure l'exploitation pour le compte de la RATP du 1er octobre 2022 au 31 décembre 2024 au plus tard.

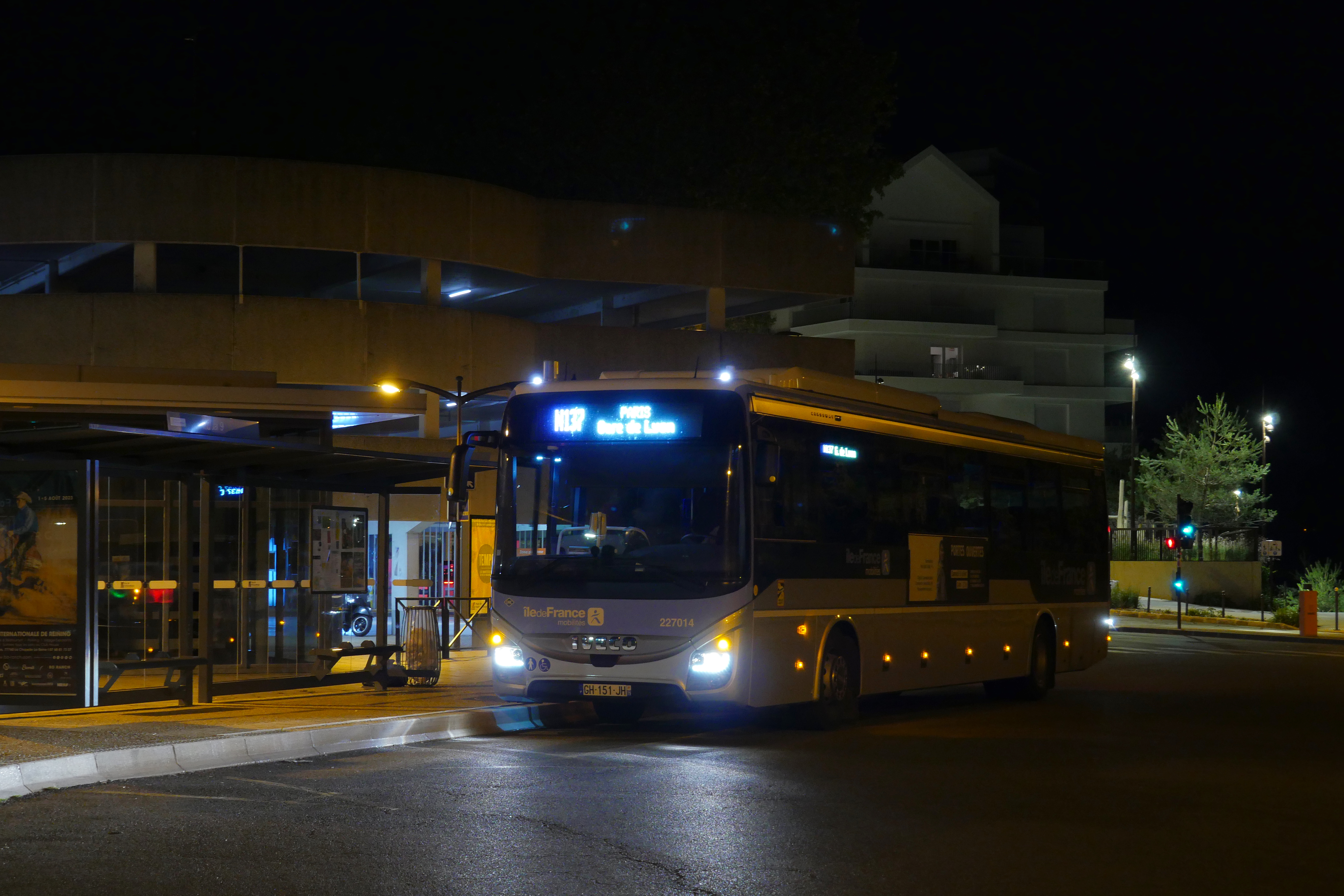
Iveco Bus sur le Noctilien N137 à Fontainebleau-Avon

Le 1er janvier 2023, la ligne N142 est intégrée à la délégation de service public no 13 attribuée à Keolis Portes et Val de Brie. Le lendemain, la ligne N155, opérée par Keolis Seine et Oise Est, voit le jour entre la gare Saint-Lazare et Poissy.
Le 1er août 2023, la ligne N131 est intégrée à la délégation de service public no 25 attribuée à Transdev Cœur Essonne, la ligne N132 est intégrée à la délégation de service public no 16 attribuée à Transdev Pays de Fontainebleau tandis que la ligne N137 exploitée par la même entreprise voit le jour et les lignes N140 et N143 sont intégrées à la délégation de service public no 6 attribuée à Keolis Roissy Pays de France Ouest tandis que la ligne N146 exploitée par la même entreprise voit le jour.
Le 1er janvier 2024, la ligne N123 est créée entre Châtelet - Les Halles et Arpajon, exploitée par Transdev Cœur Essonne tandis que la ligne N147 est créée entre Gare de l'Est et Persan - Beaumont, exploitée par Keolis Nord Val d'Oise,,. La ligne N144, renumérotée N139 afin d'avoir une numérotation cohérente avec son pôle de départ de Gare de Lyon, est intégrée à la délégation de service public no 23 attribuée à TISSE et la ligne N145 est intégrée à la délégation de service public no 30 attribuée à Transdev Sud Yvelines ; il n'y a par conséquent plus de lignes Noctilien dans le giron SNCF.
Le 8 janvier 2024, la ligne N138 (Gare de Lyon - Coulommiers) est supprimée et partiellement remplacée par la mise en fonctionnement 24 heures sur 24 de la ligne 17 du réseau de bus Brie et 2 Morin.
Le 8 juillet 2024, la ligne N145 (Montparnasse - La verrière, prolongée à Rambouillet le week-end) est remplacée par la ligne N161 jusqu'à la Verrière, sa desserte de Rambouillet est reprise par la nouvelle ligne N162 toujours depuis Montparnasse,. Enfin, une ligne N160 est créée entre Montparnasse et Plaisir. Le 1er août suivant c'est la ligne N148 qui est créée entre la gare de Paris-Est et la gare de Taverny.

## Noctilien

### Présentation

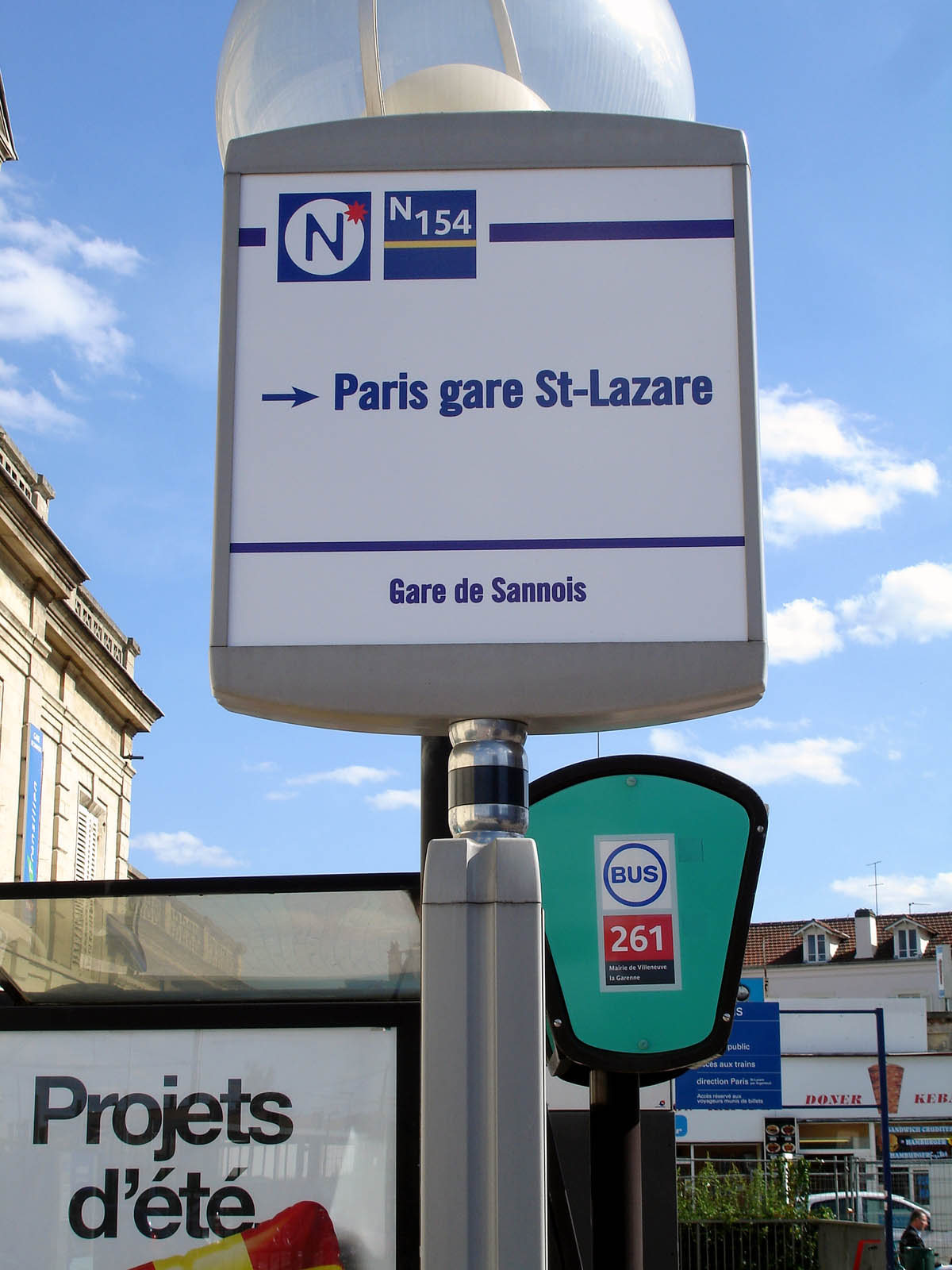
Un totem Noctilien.

En 2024, Noctilien est un réseau fonctionnant la nuit, environ entre 0 h 30 et 5 h 30.
Le nom Noctilien est un mot-valise construit selon une structure similaire à celle des noms Transilien et Mobilien, et basé sur l'adjectif francilien, gentilé des habitants de la région Île-de-France, tout en rimant avec le nom commun lien (exprimant ainsi l'idée de connexion entre des lieux géographiques). Le réseau Noctilien est composé de cinquante-trois lignes de bus de nuit, circulant dans Paris intra-muros et dans presque toute l'Île-de-France (grande et petite banlieue), énumérées dans les articles :
- Lignes de bus Noctilien de N01 à N99, exploitées par la RATP et ayant pour vocation de desservir Paris et sa proche banlieue en omnibus ;
- Lignes de bus Noctilien de N100 à N199, exploitées pour le compte de la RATP (N122 et N153) ou directement par les groupes Keolis, Transdev et RATP Cap Île-de-France dans le cadre de l'ouverture à la concurrence des autobus franciliens et couvrant la grande banlieue grâce à des cars directs ou semi-directs.

### Les lignes
Ce réseau se compose de deux lignes dites circulaires (N01 et N02) faisant une ceinture entre toutes les grandes gares parisiennes, de six lignes diamétrales dites traversantes (N11 à N16) reliant une banlieue à une autre en passant par Paris, de quarante lignes dites radiales (N2X, N3X, N4X, N5X, N6X, N12X, N13X — sauf N135 —, N14X, N15X) partant d'une gare parisienne (et de la place du Châtelet, près de la gare de Châtelet - Les Halles) pour la banlieue et de deux lignes de rocade en banlieue (N71 et N135) ne desservant pas Paris.

#### Numérotation des lignes
Chaque numéro de ligne est composé de la lettre N (pour Noctilien) et d'un numéro propre à deux ou trois chiffres.
- Le « 0 » des dizaines correspond à une ligne circulaire.
- Le « 1 » des dizaines correspond à une ligne traversante de Paris.
- Le « 2 » des dizaines correspond au terminus de « Paris Châtelet ».
- Le « 3 » des dizaines correspond au terminus de « Paris Gare de Lyon ».
- Le « 4 » des dizaines correspond au terminus de « Paris Gare de l'Est ».
- Le « 5 » des dizaines correspond au terminus de « Paris Gare Saint-Lazare ».
- Le « 6 » des dizaines correspond au terminus de « Paris Gare Montparnasse ».
- Le « 7 » des dizaines correspond à une ligne en banlieue ne desservant pas Paris.
- Le « 1 » des centaines correspond à une ligne effectuant un parcours sur une longue distance (grande banlieue).
- L'unité est aléatoire.

On retrouve toutefois une exception : le N135 s'est vu attribuer à sa création un indice dans la tranche N13x, supposant qu'il part de Gare de Lyon. Or, ses deux terminus sont fixés en banlieue, et cet indice a sans doute été attribué afin de maintenir une cohérence entre les lignes remplaçant le RER D. 

#### Liste des lignes
La liste de ces lignes, leurs parcours et leurs opérateurs sont indiqués de façon simplifiée dans le tableau ci-après. Pour en connaitre le détail, lire les deux articles détaillés indiqués ci-avant.
| No                                                                                              | Parcours | Exploitant                                                                        |
| Lignes circulaires intra-muros reliant entre elles les principales gares de Paris               | Lignes circulaires intra-muros reliant entre elles les principales gares de Paris                                            | Lignes circulaires intra-muros reliant entre elles les principales gares de Paris |
| ----------------------------------------------------------------------------------------------- | --- | --------------------------------------------------------------------------------- |
| N01                                                                                             | Depuis et vers Gare de l'Est (dans le sens horaire)                                                                          | RATP                                                                              |
| N02                                                                                             | Depuis et vers Gare Montparnasse (dans le sens anti-horaire)                                                                 | RATP                                                                              |
| Lignes « diamétrales » avec deux terminus en proche banlieue et traversant Paris (via Châtelet) | |                                                                                   |
| N11                                                                                             | Pont de Neuilly ↔ Château de Vincennes                                                                                       | RATP                                                                              |
| N12                                                                                             | Romainville - Carnot ↔ Pont de Sèvres                                                                                        | RATP                                                                              |
| N13                                                                                             | Bobigny - Pablo Picasso ↔ Mairie d'Issy                                                                                      | RATP                                                                              |
| N14                                                                                             | Gare de la Croix de Berny ↔ Mairie de Saint-Ouen                                                                             | RATP                                                                              |
| N15                                                                                             | Villejuif - Louis Aragon ↔ Asnières-Gennevilliers - Gabriel Péri                                                             | RATP                                                                              |
| N16                                                                                             | Pont de Levallois ↔ Mairie de Montreuil                                                                                      | RATP                                                                              |
| Lignes partant de Châtelet                                                                      | |                                                                                   |
| N21                                                                                             | Châtelet ↔ Longjumeau - Hôpital                                                                                              | RATP                                                                              |
| N22                                                                                             | Châtelet ↔ Gare de Juvisy | RATP                                                                              |
| N23                                                                                             | Châtelet ↔ Gare de Chelles - Gournay                                                                                         | RATP                                                                              |
| N24                                                                                             | Châtelet ↔ Gare de Sartrouville                                                                                              | RATP                                                                              |
| Lignes partant des grandes gares parisiennes                                                    | |                                                                                   |
| N31                                                                                             | Gare de Lyon ↔ Aéroport d'Orly - Terminal 4                                                                                  | RATP                                                                              |
| N32                                                                                             | Gare de Lyon ↔ Gare de Boissy-Saint-Léger                                                                                    | RATP                                                                              |
| N33                                                                                             | Gare de Lyon ↔ Gare de Villiers-sur-Marne                                                                                    | RATP                                                                              |
| N34                                                                                             | Gare de Lyon ↔ Gare de Torcy                                                                                                 | RATP                                                                              |
| N35                                                                                             | Gare de Lyon ↔ Gare de Villiers-sur-Marne                                                                                    | RATP                                                                              |
| N41                                                                                             | Gare de l'Est ↔ Gare de Villeparisis - Mitry-le-Neuf                                                                         | RATP                                                                              |
| N42                                                                                             | Gare de l'Est ↔ Aulnay-sous-Bois - Garonor                                                                                   | RATP                                                                              |
| N43                                                                                             | Gare de l'Est ↔ Gare de Sarcelles - Saint-Brice                                                                              | RATP                                                                              |
| N44                                                                                             | Gare de l'Est ↔ Gare de Garges - Sarcelles                                                                                   | RATP                                                                              |
| N45                                                                                             | Gare de l'Est ↔ Hôpital de Montfermeil                                                                                       | RATP                                                                              |
| N51                                                                                             | Gare Saint-Lazare ↔ Gare d'Enghien-Les-Bains                                                                                 | RATP                                                                              |
| N52                                                                                             | Gare Saint-Lazare ↔ Gare de Cormeilles-en-Parisis                                                                            | RATP                                                                              |
| N53                                                                                             | Gare Saint-Lazare ↔ Nanterre - Anatole France                                                                                | RATP                                                                              |
| N61                                                                                             | Gare Montparnasse ↔ Clamart - Georges Pompidou                                                                               | RATP                                                                              |
| N62                                                                                             | Gare Montparnasse ↔ Marché International de Rungis                                                                           | RATP                                                                              |
| N63                                                                                             | Gare Montparnasse ↔ Palaiseau - Polytechnique Vauve                                                                          | RATP                                                                              |
| N66                                                                                             | Gare Montparnasse ↔ Gare de Chaville-Rive-Droite                                                                             | RATP                                                                              |
| Ligne exploitée uniquement en petite couronne                                                   | |                                                                                   |
| N71                                                                                             | Marché International de Rungis ↔ Gare du Val de Fontenay                                                                     | RATP                                                                              |
| Lignes express desservant la grande couronne                                                    | |                                                                                   |
| N122                                                                                            | Châtelet ↔ Gare de Saint-Rémy-lès-Chevreuse                                                                                  | Transdev Sud Yvelines                                                             |
| N123                                                                                            | Châtelet ↔ Gare d'Arpajon | Transdev Cœur Essonne                                                             |
| N130                                                                                            | Gare de Lyon ↔ Gare de Marne-la-Vallée - Chessy                                                                              | Transdev Brie et Deux Morin                                                       |
| N131                                                                                            | Gare de Lyon ↔ Gare de Brétigny                                                                                              | Transdev Cœur Essonne                                                             |
| N132                                                                                            | Gare de Lyon ↔ Gare de Melun                                                                                                 | Transdev Pays de Fontainebleau                                                    |
| N133                                                                                            | Gare de Lyon ↔ Gare de Juvisy                                                                                                | Keolis Val d'Yerres Val de Seine                                                  |
| N134                                                                                            | Gare de Lyon ↔ Gare de Combs-la-Ville - Quincy                                                                               | Keolis Val d'Yerres Val de Seine                                                  |
| N135                                                                                            | Gare de Boissy-Saint-Léger ↔ Gare de Corbeil-Essonnes (ligne exploitée uniquement en banlieue)                               | Keolis Val d'Yerres Val de Seine                                                  |
| N137                                                                                            | Gare de Lyon ↔ Gare de Fontainebleau - Avon (en semaine) ou Montereau-Fault-Yonne (les week-ends et jours fériés uniquement) | Transdev Pays de Fontainebleau                                                    |
| N139                                                                                            | Gare de Lyon ↔ Gare de Corbeil-Essonnes                                                                                      | TISSE                                                                             |
| N140                                                                                            | Gare de l'Est ↔ Aéroport Charles de Gaulle (CDG-Roissypole) via Aulnay-sous-Bois                                             | Keolis Roissy Pays de France Ouest                                                |
| N141                                                                                            | Gare de l'Est ↔ Gare de Meaux                                                                                                | Transdev Marne-et-Ourcq                                                           |
| N142                                                                                            | Gare de l'Est ↔ Gare de Tournan                                                                                              | Keolis Portes et Val de Brie                                                      |
| N143                                                                                            | Gare de l'Est ↔ Aéroport Charles de Gaulle (CDG-Roissypole) direct par autoroute                                             | Keolis Roissy Pays de France Ouest                                                |
| N146                                                                                            | Gare de l'Est ↔ Gare de Survilliers - Fosses                                                                                 | Keolis Roissy Pays de France Ouest                                                |
| N147                                                                                            | Gare de l'Est ↔ Gare de Persan - Beaumont                                                                                    | Keolis Nord Val d'Oise                                                            |
| N148                                                                                            | Gare de l'Est ↔ Gare de Taverny                                                                                              | Francilité Val Parisis                                                            |
| N150                                                                                            | Gare Saint-Lazare ↔ Gare de Cergy-Le-Haut via Montigny-Beauchamp direct                                                      | Transdev Vexin                                                                    |
| N151                                                                                            | Gare Saint-Lazare ↔ Gare de Mantes-la-Jolie                                                                                  | RATP Cap Mantois                                                                  |
| N152                                                                                            | Gare Saint-Lazare ↔ Gare de Cergy-Le-Haut via Colombes, Bezons et Conflans                                                   | Transdev Vexin                                                                    |
| N153                                                                                            | Gare Saint-Lazare ↔ Gare de Saint-Germain-en-Laye                                                                            | Transdev Boucle Des Lys                                                           |
| N154                                                                                            | Gare Saint-Lazare ↔ Gare de Montigny - Beauchamp                                                                             | Transdev Vexin                                                                    |
| N155                                                                                            | Gare Saint-Lazare ↔ Gare de Poissy                                                                                           | Keolis Seine et Oise Est                                                          |
| N160                                                                                            | Gare Montparnasse ↔ Gare de Plaisir - Grignon                                                                                | Transdev Sud Yvelines                                                             |
| N161                                                                                            | Gare Montparnasse ↔ Gare de la Verrière                                                                                      | Transdev Sud Yvelines                                                             |
| N162                                                                                            | Gare Montparnasse ↔ Gare de Rambouillet                                                                                      | Transdev Sud Yvelines                                                             |

### Centres bus
Les lignes de bus Noctilien, qui sont exploitées par la RATP, sont remisées dans les centres bus RATP répartis à Paris et dans la banlieue, tandis que les lignes assurées par les autres transporteurs sont remisées dans les dépôts respectifs de chaque société. Ils ont pour mission d'assurer l'entretien préventif et curatif du matériel.

### Tarification et financement
La tarification des lignes d'autobus d'Île-de-France est unifiée et accessible avec les mêmes abonnements. Un ticket « bus-tram », qui remplace le ticket t+ au 1er janvier 2025, permet un trajet simple quelle que soit la distance, avec une ou plusieurs correspondances possibles avec les autres lignes de bus et de tramway pendant une durée maximale de 1 h 30 entre la première et dernière validation. En revanche, un ticket validé dans un bus ne permet pas d'emprunter le métro, ni le Transilien et le RER. Les lignes Orlybus et Roissybus, assurant de façon directe les dessertes aéroportuaires via autoroute, disposent d'une tarification spécifique mais sont accessibles avec les abonnements habituels.
Les tarifs des billets et abonnements dont le montant est limité par décision politique ne couvrent pas les frais réels de transport. Le manque à gagner est compensé par l'autorité organisatrice, Île-de-France Mobilités, présidée depuis 2005 par le président du conseil régional d'Île-de-France et composé d'élus locaux. Elle définit les conditions générales d'exploitation ainsi que la durée et la fréquence des services. L'équilibre financier du fonctionnement est assuré par une dotation globale annuelle aux transporteurs de la région grâce au versement mobilité payé par les entreprises et aux contributions des collectivités publiques.

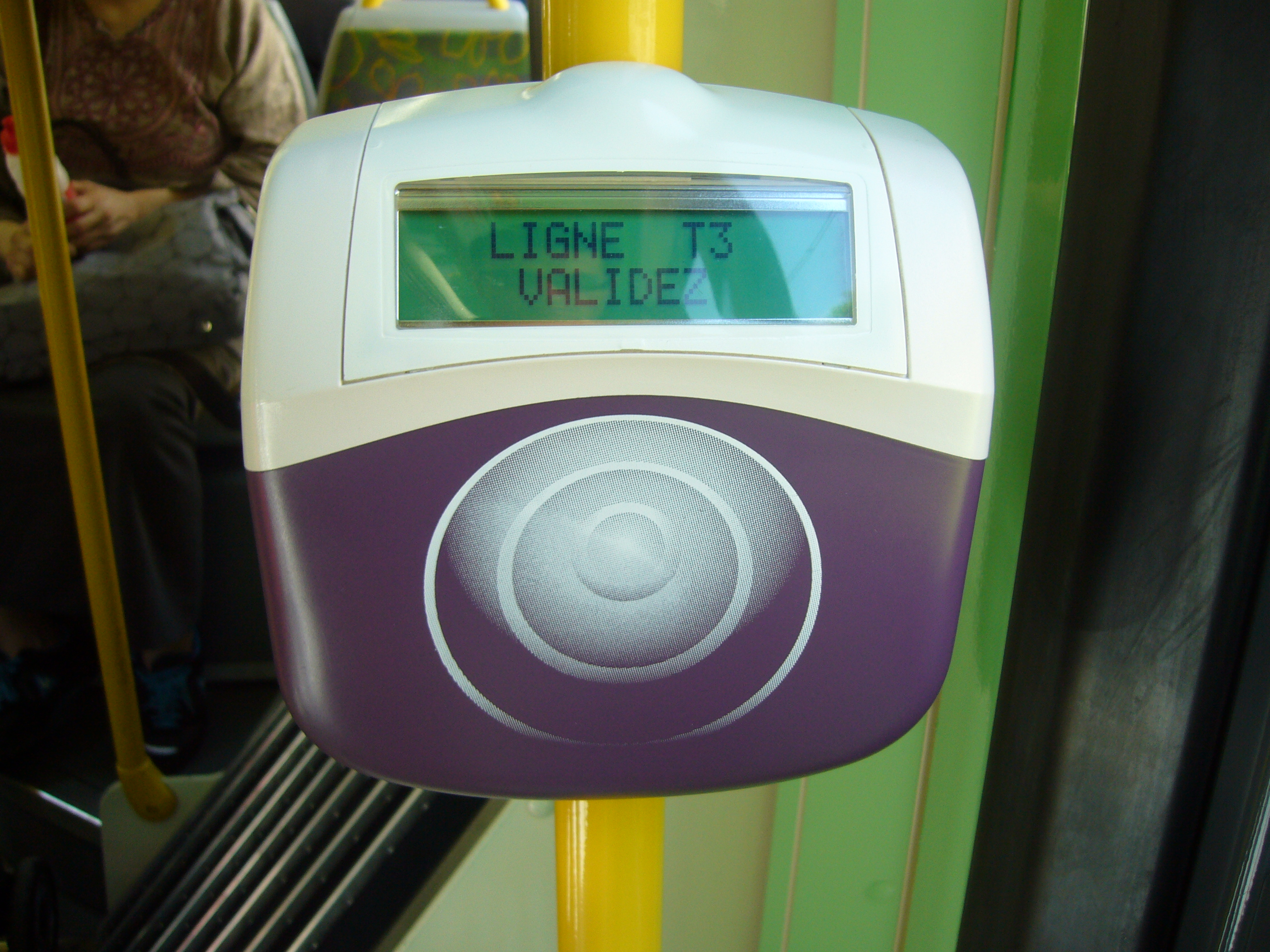
Valideur Navigo présent dans les bus et les tramways.

Jusqu'au 1er janvier 2025, les lignes N100 à N199 à l'exception de la ligne N135 disposaient d'une tarification particulière dite « longue distance » : Il fallait valider deux tickets t+ et les correspondances n'étaient pas possibles entre deux Noctiliens.

## Trafic
En 2014, 9,4 millions de voyages ont lieu sur le réseau Noctilien, soit le double de 2005. En 2009, la fréquentation moyenne quotidienne variait de 19 000 voyageurs une nuit de semaine à 31 000 voyageurs une nuit de week-end, les nuits « festives » (fête de la musique et nuit du nouvel an) provoquant un pic de fréquentation à 40 000 voyageurs. Le trafic, en hausse constante depuis 2006, est réparti de façon assez homogène selon les tranches horaires, avec une légère diminution constatée entre 3 et 4 heures du matin.

## Service de descente à la demande

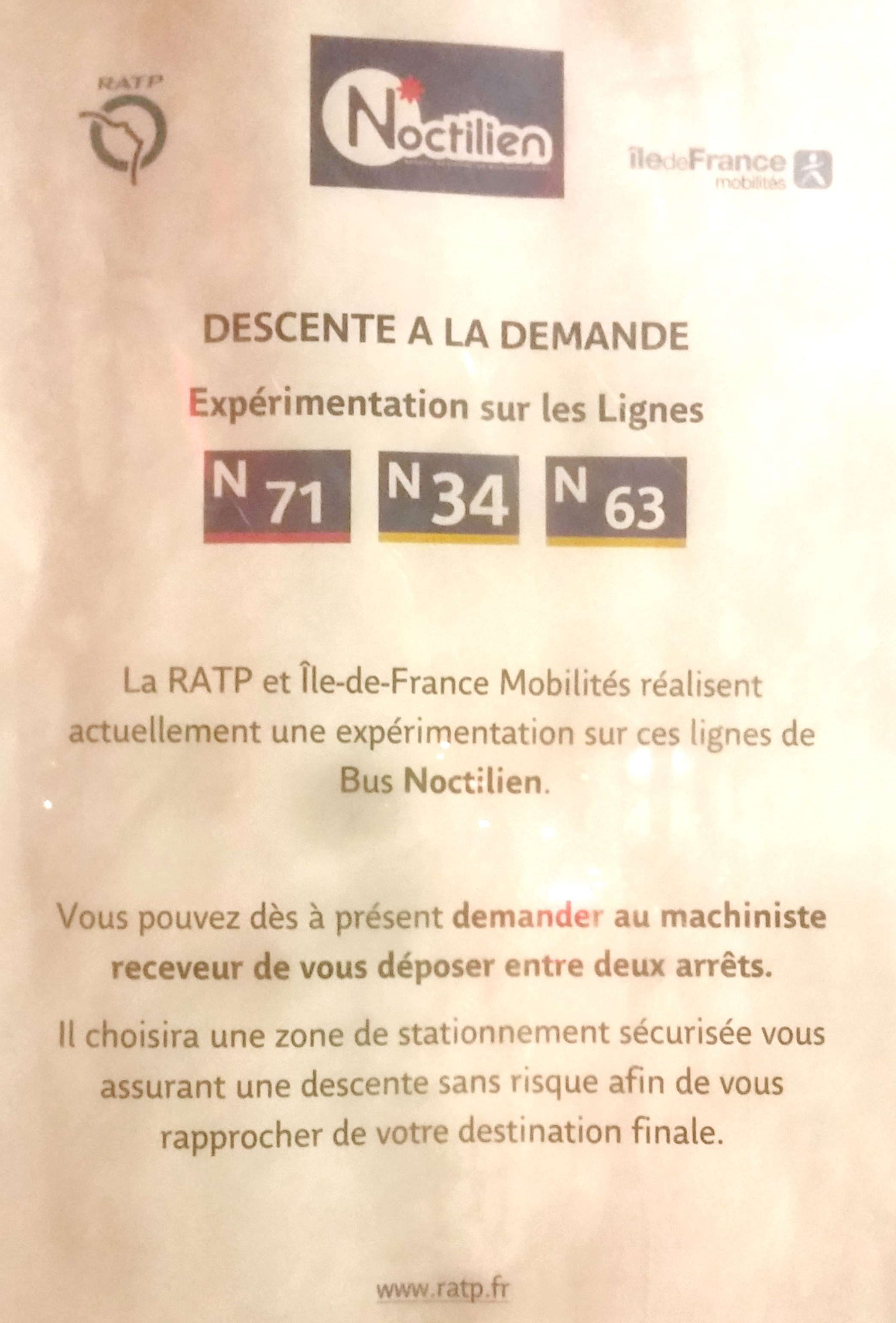
Affiche (visible dans les bus Noctilien concernés, ici N71) décrivant le service de descente à la demande.

À partir du 1er septembre 2019, le service de descente à la demande est expérimenté sur trois lignes du réseau Noctilien : N34, N63 et N71,.
Ce service permet à tout voyageur qui sollicite le conducteur de descendre entre deux arrêts de bus, afin de le rapprocher de sa destination, contribuant ainsi – selon Île-de-France Mobilités – « à rassurer le voyageur en lui évitant des trajets [nocturnes] à pieds trop longs ».
Le développement de ce service fait suite aux bilans positifs,, des initiatives précédemment expérimentées sur 11 lignes d'autres réseaux de bus en Seine-Saint-Denis (réseau TRA) et en Seine-et-Marne (réseau Mélibus) ainsi que dans d'autres métropoles en province comme à Nantes, Lyon ou Strasbourg.
À partir du 9 mai 2022, l'expérimentation du service de descente à la demande se poursuit et s'élargit avec deux lignes supplémentaires du réseau Noctilien : N41 et N51 désormais également concernées.
Depuis le 1er septembre 2023 et après quatre années d'expérimentation, le service de descente à la demande est définitivement généralisé à toutes les lignes de bus gérées par la RATP. Plus précisément, celui-ci s'applique de 22 h à fin de service pour les lignes de bus RATP circulant en journée et durant tout le service pour les lignes de bus RATP du réseau Noctilien.